# Basqal
Basqal (ryska: Баскал) är en ort i Azerbajdzjan.   Den ligger i distriktet İsmayıllı Rayonu, i den centrala delen av landet, 130 kilometer väster om huvudstaden Baku. Basqal ligger 1 081 meter över havet och antalet invånare är 1 234.
Terrängen runt Basqal är huvudsakligen kuperad, men åt nordost är den bergig. Terrängen runt Basqal sluttar söderut. Närmaste större samhälle är Kalva, 8,2 kilometer öster om Basqal.
Trakten runt Basqal består till största delen av jordbruksmark. Runt Basqal är det ganska glesbefolkat, med 35 invånare per kvadratkilometer.